# Strawelte
Strawelte was een Friese punkband uit Harkema. De band speelde tussen 1988 en 1990 en werd bekend om zijn enthousiaste optredens en hun podiumstunts, vaak voor kleine podia in jeugdcentra. Volgens de band speelden ze willepunk (woudfries voor pretpunk), een definitie die later zou worden gebruikt voor Straweltes muziekstijl.

## Geschiedenis

### De jonge jaren (1986-1988)
De band werd eind 1986 opgericht door Foppe Land (zanger), Paul Alma (gitaar), Johannes "Smurf" Stienstra (gitaar), Cor "Pablo" de Haan (basgitaar) en Freddie Ploeg (drums). De band begon onder de naam The Chickencatchers. De band had hun eerste optreden op 6 mei 1987 in het Koartling jeugdcentrum in Buitenpost, waar ze ook hun oefenruimte hadden. Na dat eerste optreden verliet Johannes Stientra de band en begonnen ze in het Fries te zingen. Nadat ze in 1988 vierde werden in de finale van de Kleine prijs van Sneek, stopte Freddie Ploeg. Zijn plaats werd ingenomen door Harry Alma, het broertje van Paul. Kort daarna verliet Cor de band en werd vervangen door Klaas Land, de broer van Foppe. 

### Oprichting en succes van Strawelte (1988-1990)
In 1988 gingen The Chickencatchers uit elkaar en werd Strawelte opgericht. In het voorjaar van 1988 stond het eerste grotere optreden op het programma, op Aaipop in Nijland. Naar aanleiding van de reportage in de Leeuwarden Krante werd Strawelte altijd geassocieerd met de term Willepunk, de vertaling van Nederlandse funpunk die de LC-reporter gebruikte om de muziek van Strawelte te omschrijven. In 1988 werd door Koartling een verzamel-LP uitgebracht met drie nummers van Strawelte.
Ze namen ook deel aan de voorrondes van de Dokkumer Popkonkoers, waar er iemand uit Litouwen was die Strawelte graag een paar optredens in Litouwen zou hebben. Strawelte vertrok in april 1989 naar Litouwen voor twee optredens in Vilnius en Kaunas. Na terugkomst werd de bas overgenomen door Sjoerd Plantinga, en werd Klaas de manager van de band.
Als demo bracht de band Roech als tou uit, en een album met de titel Teiwaar in Tytsjerksteradiel.
Na vele optredens werd in de winter van 1989/1990 besloten dat de band zou stoppen. Het afscheidsconcert vond plaats op 29 juni 1990 in café de Point in Buitenpost. Vlak na het afscheidsconcert was er al een reünie optreden op Wâldrock in Burgum. Na het verschijnen van een verzamel-cd genaamd Greta's Tits in 1991, was het voorlopig gedaan.

### Reunion optredens (2008, 2013, 2018, 2023)
In 2007 bespraken de bandleden de reünie van de groep. In 2008 maakten ze bekend dat ze in hetzelfde jaar weer zouden optreden. Eind 2008 stonden er drie optredens gepland in Drachten (Iduna), Dokkum (Dok18) en Leeuwarden (Romein). De groep verscheen op Wâldrock waar ze voor het eerst hun nieuwe single, "De Mem Van Doutzen", speelden. Harrie kon er niet bij zijn en werd tijdelijk vervangen door Jacob Land, de broer van Foppe. Het concert in Drachten was meteen en meteen uitverkocht zodat er een tweede concert in Iduna kon worden neergezet. Omrop Fryslân maakte een documentaire over het verleden en de hereniging van de band. Na afloop van de vier uitverkochte reünieconcerten in 2008 maakten de bandleden duidelijk dat ze echt klaar waren met Strawelte. In 2009 verscheen de dvd Roech as tou, die als een afsluitende documentaire kan worden beschouwd.
In 2013 kwam de groep echter nog een keer samen en was Harrie ook weer van de partij. De band georganiseerde nog drie concerten met de Hûnekop. Het laatste concert van Strawelte en de Hûnekop, het Hünekop festival op 12 oktober 2013 in het WTC Expo, had zo'n 1500 bezoekers.
In 2018 gaven ze een optreden op het Bevrijdingsfestival in Leeuwarden. 
In 2023 kwamen ze weer samen om een optreden te geven op het Bolwerk in Sneek.

## Leden

### Leden
- Foppe Land - zang (1986-1990, 2008, 2013, 2018, 2023)
- Paul Alma - gitaar (1986-1990, 2008, 2013, 2018, 2023)
- Harry Alma - drums (1988-1990, 2013, 2018, 2023)
- Sjoerd Plantinga - basgitaar (1988-1990, 2008, 2013, 2018, 2023)

### Voormalige leden
- Klaas Land - basgitaar (1988)
- Jacob Land - drums (2008, 2013, 2018)

### Eerdere leden
- Cor "Pablo" de Haan - basgitaar (1986-1989)
- Freddie Ploeg - drums (1986-1988)
- Johannes "Smurf" Stienstra - gitaar (1986)

## Discografie

### Cd's
| Cd's          | Datum van verschijnen | Opmerkingen     |
| ------------- | --------------------- | --------------- |
| Greta’s Tits  | 1991                  |                 |
| Roech As Tou! | 2015                  | Compilatiealbum |

### Dvd's
| Dvd's met hitnoteringen in de Nederlandse Music Top 30 | Datum van verschijnen | Datum van binnenkomst | Hoogste positie | Aantal weken | Opmerkingen |
| ------------------------------------------------------ | --------------------- | --------------------- | --------------- | ------------ | ----------- |
| De roeger as froeger                                   | 2009                  | 30-05-2009            | 14              | 4            |             |